# Kloster Sopoćani

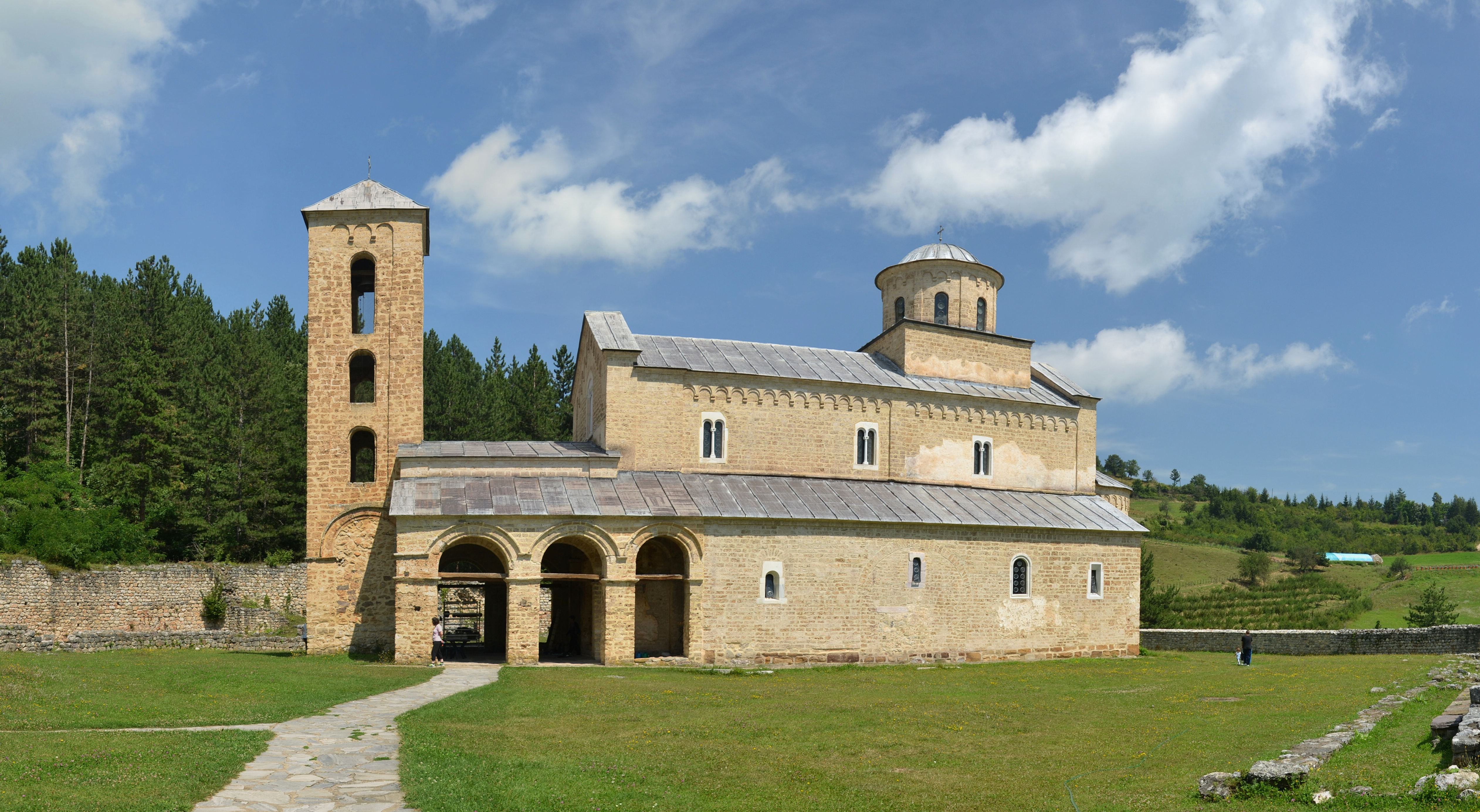
Sopoćani

Sopoćani ist ein mittelalterliches serbisch-orthodoxes Kloster. Es liegt in etwa 750 m Höhe, 16 km von Novi Pazar entfernt, in einer bergigen Waldlandschaft.

## Geschichte
Das im serbisch-byzantinischen Stil der Raška-Schule 1265 erbaute Kloster war von König Stefan Uroš I. gestiftet worden und sollte ihm als Grablege dienen. Der marmorne Steinsarg über der Grabstelle von König Uroš I., im südlichen Teil der Kirche, ist noch erhalten. Seit dem 17. Jahrhundert während der Kriege zwischen Österreichern und Türken erlitt das Kloster schwere Zerstörungen und stand bis zum Anfang des 20. Jahrhunderts als Ruine ohne Dach und Kuppel da. Durch mehrere Restaurierungsschritte konnte es wieder errichtet und vor allem die hervorragenden Fresken gerettet werden.

## Beschreibung
Die einschiffige Basilika (Bautyp) hat im Osten eine halbkreisförmige Apsis und im Westen einen großen Narthex mit seitlichen Kapellen. Über der Vierung wölbt sich die Kuppel auf einem runden, durch Fenster und Blendarkaden gegliederten Tambour (Architektur). In vielen Details zeigen sich romanische Einflüsse aus dem Küstengebiet. Den hohen, quadratischen Glockenturm neben der Kirche ließ Stefan Uroš IV. Dušan in der ersten Hälfte des 14. Jahrhunderts errichten.

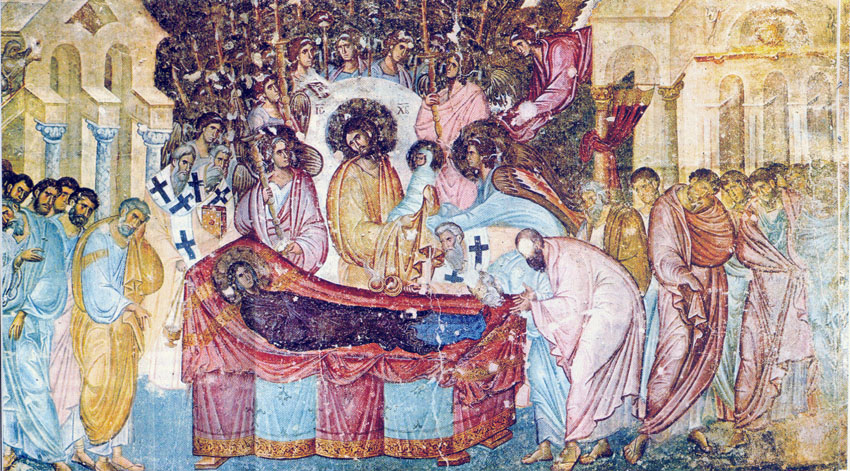
Monumentalfresko Entschlafung der Mutter Gottes

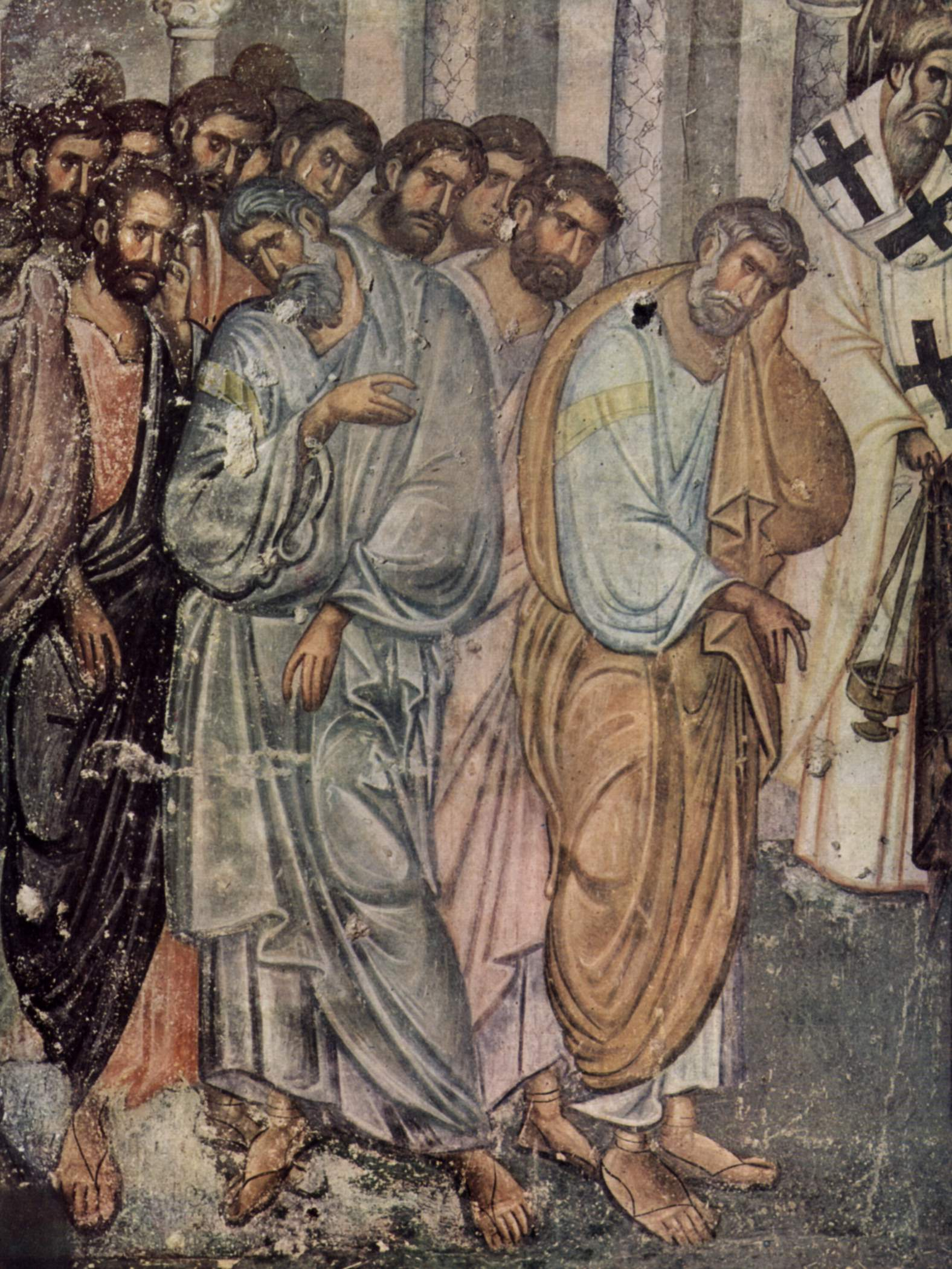
Ausschnitt der Evangelisten des Monumentalfresko Entschlafung der Mutter Gottes

Die Fresken auf den Wänden und die Ikonen im Inneren von Sopoćani zählen zu den schönsten der serbischen mittelalterlichen Malereien. Viele internationale Historiker beschrieben diese als die besten Arbeiten des Serbisch-byzantinischen Stils und rechneten sie zu den Höhepunkten christlich-europäischer Malerei des 13. Jh. Sie sind im höfischen Stil auf luxuriösem Goldgrund ausgeführt, der jedoch bis auf wenige Reste erloschen ist. An der Naos-Westwand ist als monumentales Gemälde die Entschlafung Mariä dargestellt im Kreise der Apostel und Empfang ihrer (als Wickelkind dargestellten) Seele durch Christus, der sie den Engeln übergibt. Mit seinen Ausmaßen (6,35 m mal 4,25 m) ist es das größte Werk der mittelalterlichen europäischen Malerei. Weitere, hervorzuhebende Gemälde sind unter anderem die Geburt Christi, Christi Verklärung, Christus in der Vorhölle und der ungläubige Thomas. Die Fresken im Narthex sind etwa fünf Jahre nach denen im Naos entstanden. Sie schuf ein anderer Maler im mehr kleinfigürlich-erzählenden Stil, der eine eher lebhafte Wirkung ausstrahlt.

## UNESCO-Weltkulturerbe
1979 wurde das Kloster als Teil der Stätte Stari Ras und Sopoćani von der UNESCO zum Weltkulturerbe erklärt.